# Food court

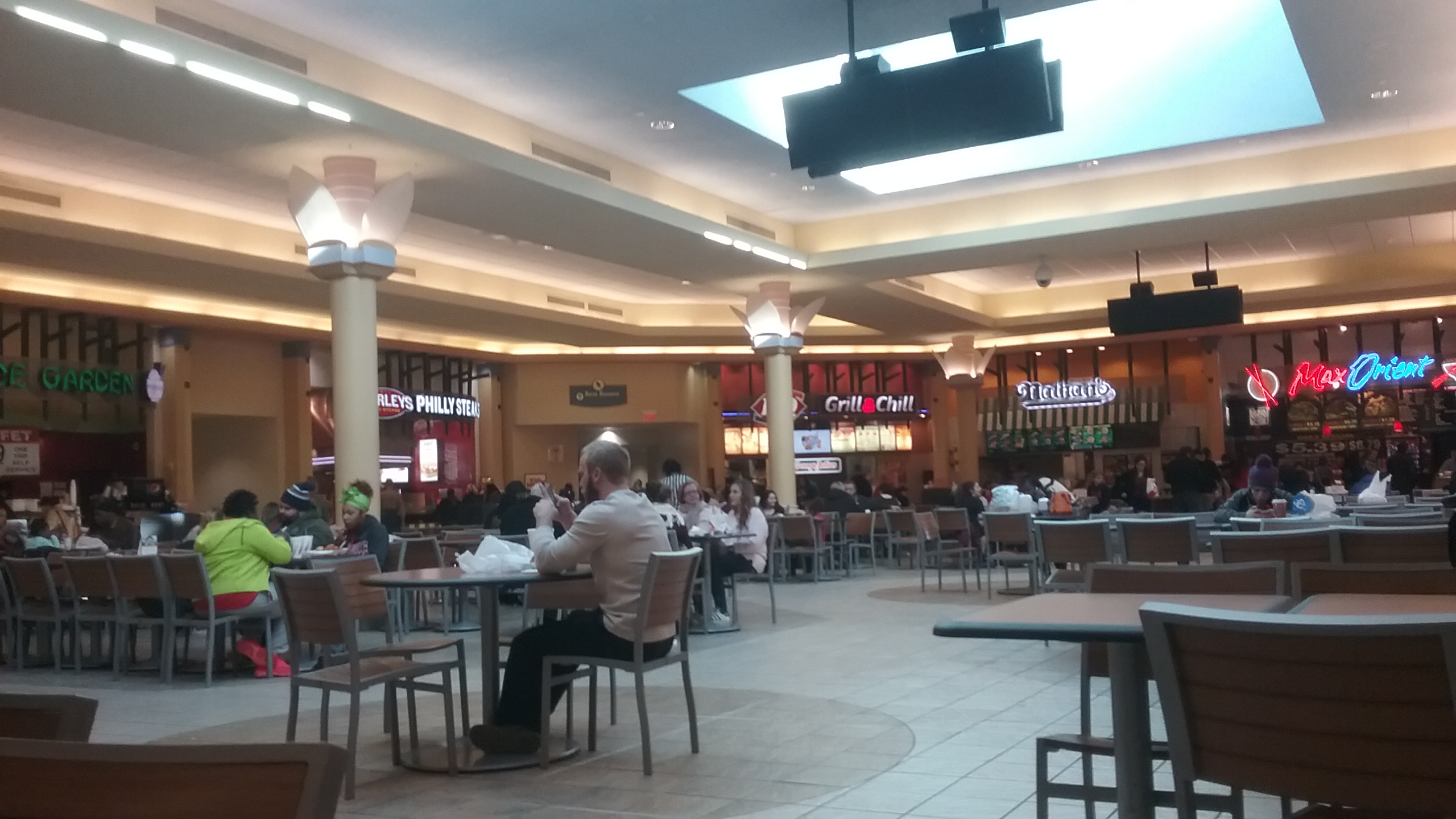
Food court v Louisville v Kentucky

Food court je označení pro místo, nacházející se typicky v obchodním centru, v jehož blízkosti se nachází hned několik gastronomických podniků, často restaurací rychlého občerstvení. Tyto podniky využívají společnou plochu pro umístění stolů a židlí (někdy používají například i stejné nádobí), což jim umožňuje snížit náklady na provoz jednotlivých restaurací. Koncept food courtu začal být využíván v 70. letech 20. století ve Spojených státech amerických. 
Food courty využívá celá řada obchodních center nejen v Česku. V průběhu 10. let 21. století některá nákupní centra své food courty díky vysokému zájmu zákazníků rozšířila.
Kromě nákupních center se food courty mohou nacházet například i na letištích nebo v parcích. Na některých místech (například na vysokých školách) dokonce mohou food courty nahradit tradiční jídelny. 